# Мамадыш-Акиловское сельское поселение
Мамадыш-Акиловское се́льское поселе́ние — муниципальное образование в Зеленодольском районе Татарстана Российской Федерации.
Административный центр — село Мамадыш-Акилово.

## История
Статус и границы сельского поселения установлены Законом Республики Татарстан от 31 января 2005 года № 24-ЗРТ «Об установлении границ территорий и статусе муниципального образования "Зеленодольский муниципальный район" и муниципальных образований в его составе».

## Население
| 2010 | 2011 | 2012 | 2013 | 2014 | 2015 | 2016 |
| ---- | ---- | ---- | ---- | ---- | ---- | ---- |
| 969  | ↗971 | ↘956 | ↘929 | ↘910 | ↘899 | ↘893 |
| 2017 | 2018 |      |      |      |      |      |
| ↘872 | ↘845 |      |      |      |      |      |

## Состав сельского поселения
| № | Населённый пункт  | Тип населённого пункта       | Население |
| - | ----------------- | ---------------------------- | --------- |
| 1 | Мамадыш-Акилово   | село, административный центр |           |
| 2 | Паново            | деревня                      |           |
| 3 | Русское Танаево   | деревня                      |           |
| 4 | Татарское Танаево | деревня                      |           |